# Turbonilla vancouverensis
Turbonilla vancouverensis is een slakkensoort uit de familie van de Pyramidellidae. De wetenschappelijke naam van de soort is voor het eerst geldig gepubliceerd in 1863 door Baird.